# Конгрегация за доктрината на вярата
Конгрегацията за доктрината на вярата (на латински: Congregatio pro Doctrina Fidei) е най-старата от деветте конгрегации на Римската курия, която е натоварена с надзора на католическата доктрина.
Конгрегацията е основана на 21 юли 1542 от папа Павел III и оттогава е носила няколко имена:
- Върховна свещена конгрегация на Римската и Вселенска инквизиция (1542-1908)
- Върховна свещена конгрегация на Светата служба (1908-1965)
- Свещена конгрегация за доктрината на вярата (1965-1983)
- Конгрегация за доктрината на вярата (след 1983)

До 1968 Конгрегацията се ръководи формално от папата, който е и неин префект. Той назначава един от кардиналите за секретар, а по-късно за пропрефект, и той реално ръководи работата на Конгрегацията. След 1968 кардиналът, ръководещ организацията, носи титлата префект, а секретарят е втори по ранг в йерархията.

## Префекти
- кардинал Алфредо Отавиани (1968) (в периода 1959-1966 е бил секретар, а в периода 1966-1968 – вицепрефект)
- кардинал Франьо Шепер (8 януари 1968 - 25 ноември 1981)
- кардинал Йозеф Ратцингер (25 ноември 1981 - 2 април 2005)
- кардинал Уилям Левада (13 май 2005 – …)